# 구글 번역사 도구함
구글 번역사 도구함 또는 구글 트랜슬레이터 툴킷(Google Translator Toolkit)은 온라인 컴퓨터 보조 번역 도구(CAT)였다. 이는 번역가가 적절한 용어집 및 번역 메모리가 포함된 자체 및 사용자 업로드 파일을 사용하여 구글 번역이 자동으로 생성한 번역을 편집할 수 있도록 설계된 웹 애플리케이션이다. 이 툴킷은 번역가가 작업을 정리하고 공유 번역, 용어집 및 번역 메모리를 사용할 수 있도록 설계되었으며 마이크로소프트 워드, HTML 및 기타 형식과 호환되었다.
구글 번역사 도구함은 기본적으로 구글 번역을 사용하여 업로드된 문서를 자동으로 사전 번역하여 번역가가 개선할 수 있도록 했다.
구글은 2009년 6월 8일에 구글 번역사 도구함을 출시했다. 이 제품은 2008년 8월에 발표된 대로 구글 번역 센터로 명명될 것으로 예상되었다. 그러나 구글 번역사 도구함은 덜 야심 찬 제품으로 판명되었다. 프로세스 관리 패키지가 아니라 단순히 또 다른 개인 번역 메모리 도구로 사용되는 프로젝트 기반이다.
원래 구글 번역사 도구함은 위키백과 항목이나 비정부 기구의 자료를 번역하는 사람들과 같이 협력하려는 사람들을 끌어들이기 위한 것이었다. 그러나 나중에는 상업 번역 프로젝트에서 널리 사용되었다.
다언어의 툴킷에 대한 리뷰에서는 다음과 같이 언급했다. "구글 번역사 도구함의 중요성은 일부 백엔드 엔터프라이즈 기능과 지금까지의 부가적 혁신을 주류화하는 완전한 온라인 SaaS(서비스형 소프트웨어)로서의 위치에 있으며, 이는 번역은 누구에 의해 어떻게 수행되는가?"
번역사 도구함은 2019년 12월 4일에 종료되었다.